# Mattistjärnen, Medelpad
Mattistjärnen är en sjö i Timrå kommun i Medelpad och ingår i Gådeån-Indalsälvens kustområde.